# Voce (Winkのアルバム)
『voce』（ヴォーチェ）は、Winkの13枚目のオリジナル・アルバム。1994年12月1日にポリスターより発売された。

## 概要
アルバムタイトルの ″ヴォーチェ″ とは、イタリア語で ″声″ を意味する。
シングル「シェリー モン シェリ」とカップリング曲「PLEASE PLEASE ME」を収録。前作『overture!』のテーマであった ″Wink meets the 60's″ の流れを汲み、本作は ″Wink meets the 70's″ をテーマに制作された。本作も全て書き下ろし曲で構成されている。
M-9「永遠に…」の作詞 ″Miyoko.A″ は鈴木早智子の別名。前作『overture!』および前々作『BRUNCH』での作詞は ″鈴木早智子″ 名義だったが、本作では再びペンネーム ″Miyoko.A″ 名義となっている。
2014年1月15日にはBlu-spec CDが、2018年9月12日にはオリジナル・リマスター盤UHQCDが発売されたほか、レコチョク、およびe-onkyo music（オンキヨー）、mora（レーベルゲート）などの音楽配信サイトでハイレゾ版（96kHz/24bit）を含むダウンロードアルバムの配信も開始された。

## 収録曲
| 全編曲: 門倉聡。 |                            |           |           |       |
| #                | タイトル                   | 作詞      | 作曲      | 時間  |
| 1.               | 「それはKissで始まった」   | 芹沢類    | 杉真理    | 3:37  |
| 2.               | 「Honey bee」              | 芹沢類    | 朝本浩文  | 5:02  |
| 3.               | 「シェリー モン シェリ」   | 芹沢類    | 門倉聡    | 4:42  |
| 4.               | 「それでもいいの」         | 秋元康    | 財津和夫  | 4:38  |
| 5.               | 「あなたがドアを開ける夜」 | 岩里祐穂  | 上田知華  | 4:39  |
| 6.               | 「PLEASE PLEASE ME」       | 上田知華  | 上田知華  | 4:05  |
| 7.               | 「Sunny Day」              | 芹沢類    | 杉真理    | 4:21  |
| 8.               | 「裸足のマリオネット」     | 相田翔子  | 相田翔子  | 5:22  |
| 9.               | 「永遠に…」                | Miyoko.A  | 尾関昌也  | 4:56  |
| 10.              | 「特別な一日」             | 遠藤京子  | 遠藤京子  | 7:54  |
| 合計時間:        | 合計時間:                  | 合計時間: | 合計時間: | 49:20 |